# (90075) 2002 VU94
(90075) 2002 VU94 est un astéroïde Apollon et aréocroiseur, classé comme potentiellement dangereux. Il fut découvert par NEAT à l'observatoire Palomar le 13 novembre 2002.